# アーサー・ショウ
アーサー・ショウ（Arthur Briggs "Art" Shaw、1886年4月28日 - 1955年7月18日）は、アメリカ合衆国の陸上競技選手である。彼は1908年に開催されたロンドンオリンピックに参加して、110メートルハードルで銅メダルを獲得した。

## 経歴
ダートマス大学に在学していたアーサー・ショウは、アイリッシュ・アメリカン・アスリートクラブ（en:Irish American Athletic Club）に所属していた。1908年にショウは、当時の世界記録タイとなる15秒2の記録でアマチュア運動連合（AAU）の選手権に勝利してロンドンオリンピックに臨んだ。
110メートルハードルは1908年7月23日から25日にかけて行われ、ショウは1次予選と準決勝を1位で通過した。決勝ではフォレスト・スミスソンが当時の世界記録15秒0で金メダルを獲得した。ショウは2位のジョン・ギャレルズに続いて3位でゴールし、アメリカ勢がメダルを独占する結果となった。
オリンピック終了後、ショウは同年に再び当時の世界タイ記録15秒0を記録している。